# Convair B-58 Hustler
Convair B-58 Hustler foi o primeiro bombardeiro pesado supersônico da história[carece de fontes?]. Em 1956 bateu vários recordes mundiais de velocidade e distância. Esteve em serviço na USAF cerca de dez anos, entre1960 e 1970. Tinha uma tripulação de apenas três homens. Visava substituir o Boeing B-52 Stratofortress (que tinha uma tripulação algo entre seis a oito homens) mas seu alto consumo de combustível e sua capacidade menor em armamento tornaram-no operacionalmente inviável para os objetivos da Força Aérea dos Estados Unidos.

## Projeto
O Convair Modelo 4 foi um dos aviões de combate mais ambiciosos de todos os tempos. Seus criadores fizeram um bombardeiro supersônico com cápsulas de escape para a tripulação de três homens sentada em tandem em cabines individuais, uma fuselagem de superfície regular, uma grande asa delta que suportava quatro motores suspensos e uma estrutura que empregava amplamente os painéis de recobrimento inter laminados alveolares. Em terra este modelo se destacava pela altura de seu trem de pouso, que havia sido desenhado para dar lugar à enorme cápsula que transportava uma arma nuclear e grande parte do combustível para as missões a grande distância, sendo lançada sobre o alvo.
Durante a Guerra Fria, foi um importante vetor de dissuasão nuclear, gerando pavor em seus adversários, na prática porém seria facilmente abatido pelos misseis Terra-Ar Russos, pois o B-58 não conseguia obter um desempenho adequado voando a baixas altitudes.

## Retirada de serviço
O fato de que tal ambicioso projeto se realizasse foi um enorme sucesso, já que supunha grandes avanços de aerodinâmica, estruturas e materiais. A natureza radical de todo o programa fica evidente pelo fato de que aos dois protótipos XB-58 seguiram-se outros 28 aviões YB-58B para voos de testes. Alguns deles se transformaram posteriormente em aviões de reconhecimento estratégico RB-58A e outros em aviões de treinamento de conversão com duplo comando TB-58A. O bombardeiro operacional era o B-58A, do qual foram fabricados 86 exemplares, os quais tinham a possibilidade de transportar um compartimento duplo, onde o maior continha combustível e o menor vários sensores avançados ou arma. O Hustler foi o primeiro bombardeiro que passou de Mach 1 e bateu muitos recordes de velocidade e de autonomia. Entretanto, apesar de ser impressionante, era complexo demais e difícil de ser mantido economicamente e por isso foi aposentado em janeiro de 1970, já que sua operação representava um custo muito alto.

## Variantes principais
B58A (bombardeiro de produção), RB-58A (convertido para reconhecimento) e TBN-58A (convertido para avião de treinamento).